# Rivière Mannerelle
Pour les articles homonymes, voir Mannerelle.
La rivière Mannerelle est un affluent de la rivière Malouin, coulant dans la municipalité de Eeyou Istchee Baie-James (municipalité), dans la région administrative du Nord-du-Québec, au Quebec, au Canada. Son cours traverse les cantons de Massicotte et de Manthet.
La surface de la rivière est habituellement gelée du début novembre à la mi-mai, toutefois la circulation sécuritaire sur la glace se fait généralement de la mi-novembre à la fin d'avril.

## Geography
Les principaux bassins versants voisins de la rivière Mannerelle sont :
- côté Nord : rivière Harricana, rivière Malouin ;
- côté Est : rivière Harricana, rivière Malouin, rivière Breynat, rivière Despreux ;
- côté Sud : rivière Turgeon, rivière du Détour ;
- côté Ouest : rivière Again (Ontario), rivière Corner (Ontario), rivière Kattawagami (Ontario).

La rivière Mannerelle prend sa source à l'embouchure du lac Manthet (longueur : 2,6 km ; altitude : 258 m), dans la partie Sud de la municipalité de Eeyou Istchee Baie-James (municipalité).
La source de la rivière Mannerelle est située à :
- 9,9 km à l'Est de la frontière de l'Ontario ;
- 61,9 km au Sud de l'embouchure de la rivière Mannerelle ;
- 127,7 km à l'Ouest du centre-ville de Matagami ;
- 132,7 au sud-est de l'embouchure de la rivière Harricana.

À partir de sa source, la rivière Mannerelle coule plus ou moins en parallèle à la frontière de l'Ontario sur 83,3 km selon les segments suivants :
- 24,2 km vers le Nord, jusqu'à la décharge (venant du sud-est) des lacs Nicolas et Arquet ;
- 29,1 km vers le Nord, jusqu'à un ruisseau (venant du sud-ouest) ;
- 13,5 km vers le Nord, jusqu'à un coude de rivière ;
- 6,0 km vers le nord-est de zone de marais, jusqu'à un coude de rivière ;
- 10,5 km vers le Nord en zone de marais, jusqu'à l'embouchure[2].

La rivière Mannerelle se déverse sur la rive Ouest de la rivière Malouin à :
- 12,3 km au Sud de l'embouchure de la rivière Malouin ;
- 75,6 km au sud-est de l'embouchure de la rivière Harricana ;
- 14,8 km à l'Est de la frontière de l'Ontario ;
- 150 km au nord-ouest du centre-ville de Matagami.

## Toponymie
L'hydronyme « rivière Mannerelle » a été officialisé le 5 décembre 1968 par la Commission de toponymie du Québec, soit à la création de cette commission.